# Blaxploitation
Blaxploitation is een term voor een genre exploitatiefilms uit de jaren zeventig die aanvankelijk voor een zwart publiek gemaakt werden en waarin de hoofdrollen werden gespeeld door zwarte acteurs. 
De personages zijn vaak stereotiep en karikaturaal.

## Bekende blaxploitationfilms
- Cotton Comes to Harlem (1970)
- Sweet Sweetback's Baadasssss Song (1971)
- Shaft (1971, Gordon Parks)
- Across 110th Street (1972)
- Blacula (1972), een blaxploitation-versie van Dracula
- Black Mama, White Mama (1972), een remake van The Defiant Ones (1958) met Pam Grier en Margaret Markov
- Super Fly (1972)
- Black Caesar (1973)
- Blackenstein (1973), een vervolg van Blacula, met een zwart Monster van Frankenstein.
- Cleopatra Jones (1973)
- Coffy (1973)
- Live and Let Die (1973), een film uit de James Bond-serie
- Scream Blacula Scream (1973), een vervolg van Blacula
- Abby (1974), een blaxploitation-versie van The Exorcist
- Black Belt Jones (1974)
- Foxy Brown (1974, Jack Hill)
- Black Fist (1975)]
- Boss Nigger (1975)
- Car Wash (1976)
- Black Samurai (1977)
- The Wiz (1978)

## Satire/geïnspireerd op blaxploitation
Regisseur Quentin Tarantino liet zich door dit genre inspireren in films als Jackie Brown (1997) en Django Unchained (2012). Ook de films Gayniggers from Outer Space (1992, satire), Undercover Brother (2002), Austin Powers in Goldmember (2002) en Black Dynamite (2009) zijn geïnspireerd op blaxploitation.